# Genoa Cricket and Football Club 1945-1946
Questa voce raccoglie le informazioni riguardanti il Genoa Cricket and Football Club nelle competizioni ufficiali della stagione 1945-1946.

## Stagione
Aldo Mairano cede la guida del club ad Antonio Lorenzo; nel corso della stessa assemblea, tenutasi il 18 luglio 1945, la società riassume l'antico nome di "Genoa Cricket and Football Club". A Lorenzo succederanno alla guida della società Edoardo Pasteur e Giovanni Peragallo.

## Divise
La maglia per le partite casalinghe presentava i colori rossoblu.

## Organigramma societario
Area direttiva
- Presidente: Antonio Lorenzo sino ad aprile 1946, Edoardo Pasteur da aprile a giugno poi Giovanni Peragallo.
- Segretario: Mario Tosi[6]
- Segretario: Enrico Silvestri[7]
- Consiglieri: Falcone, Delucchi, Contini e Bruschettini

Area tecnica
- Allenatore: Guido Ara[8], poi Enrico Silvestri (8ª, 9ª e 10ª giornata) poi József Violak, poi Ottavio Barbieri[9]
- Commissione atletica[10]: Falcone, Delucchi, Contini e Bruschettini[11]

## Rosa
| N. |                   | Ruolo | Calciatore        |
| -- | ----------------- | ----- | ----------------- |
|    | Italia (bandiera) | P     | Egidio Agolio     |
|    | Italia (bandiera) | P     | Giuliano Donzelli |
|    | Italia (bandiera) | P     | Orlando Sain      |
|    | Italia (bandiera) | D     | Fosco Becattini   |
|    | Italia (bandiera) | D     | Amedeo Cattani    |
|    | Italia (bandiera) | D     | Vittorio Sardelli |
|    | Italia (bandiera) | D     | Luigi Spadoni     |
|    | Italia (bandiera) | C     | Federico Allasio  |
|    | Italia (bandiera) | C     | Primo Andrighetto |
|    | Italia (bandiera) | C     | Franco Bironi     |
|    | Italia (bandiera) | C     | Bruno Chizzo      |

| N. |                   | Ruolo | Calciatore         |
| -- | ----------------- | ----- | ------------------ |
|    | Italia (bandiera) | C     | Mario Genta        |
|    | Italia (bandiera) | C     | Vittorio Ghirlanda |
|    | Italia (bandiera) | C     | Francesco Servetto |
|    | Italia (bandiera) | C     | Pietro Sotgiu      |
|    | Italia (bandiera) | C     | Teresio Traversa   |
|    | Italia (bandiera) | A     | Sergio Bertoni     |
|    | Italia (bandiera) | A     | Emilio Caprile     |
|    | Italia (bandiera) | A     | Vittorio Ghiandi   |
|    | Italia (bandiera) | A     | Bruno Ispiro       |
|    | Italia (bandiera) | A     | Giacomo Neri       |
|    | Italia (bandiera) | A     | Guglielmo Trevisan |

## Risultati

### Divisione Nazionale 1945-1946 Alta Italia

#### Girone di andata
| Arbitro: | Bertolio (Torino) |

|           |           |  |
| Genta 72’ | Marcatori |  |

| Arbitro: | Carpani (Milano) |

|                                                               |           |  |
| Mazzola 13’ Ossola 31’ Loik 43’, 68’ (rig.) Guaraldo 51’, 56’ | Marcatori |  |

| Genova 28 ottobre 1945 3ª giornata | Genoa             | 0 – 0 | Venezia | Stadio Luigi Ferraris\| Arbitro: \| Galeati (Bologna) \| |
| Arbitro:                           | Galeati (Bologna) |       |         |                                                          |

| Arbitro: | Bellè (Venezia) |

|               |           |                   |
| Brighenti 68’ | Marcatori | 74’ (rig.) Ispiro |

| Arbitro: | Canavesio (Milano) |

|                        |           |  |
| Allasio 46’ Sotgiu 48’ | Marcatori |  |

| Arbitro: | Dellarole (Roma) |

|                                |           |            |
| Coscia 12’, 38’ Borel 23’, 56’ | Marcatori | 69’ Ispiro |

| Arbitro: | Cipriani (Milano) |

|                  |           |              |
| Cergoli 15’, 78’ | Marcatori | 59’ Trevisan |

| Arbitro: | Mondani (Milano) |

|           |           |  |
| Genta 42’ | Marcatori |  |

| Arbitro: | Limido (Milano) |

|  |           |                                       |
|  | Marcatori | 23’ Di Piazza 29’ Baldini 85’ Badiali |

| Arbitro: | Poggipollini (Ferrara) |

|                                                                               |           |             |
| Barsanti 7’ Penzo 13’, 25’, 47’, 58’, 83’ Candiani 23’ Fabbri 26’ Achilli 64’ | Marcatori | 38’ Allasio |

| Arbitro: | Zilli (Reggio Emilia) |

|                                       |           |            |
| Messora 45’ De Filippis 53’ Salvi 75’ | Marcatori | 83’ Ispiro |

| Arbitro: | Zavattaro (Casale M.) |

|  |           |                        |
|  | Marcatori | 23’ Fiorini 85’ Parvis |

| Arbitro: | Matucci (Seregno) |

|                                      |           |  |
| Arcari IV 59’ Cappello 73’, 75’, 89’ | Marcatori |  |

#### Girone di ritorno
| Arbitro: | Canavesio (Torino) |

|           |           |  |
| Gimona 9’ | Marcatori |  |

| Arbitro: | Bonivento (Venezia) |

|  |           |              |
|  | Marcatori | 39’ Ballarin |

| Venezia 3 febbraio 1946 16ª giornata | Venezia           | 0 – 0 | Genoa | Stadio Pierluigi Penzo\| Arbitro: \| Cipriani (Milano) \| |
| Arbitro:                             | Cipriani (Milano) |       |       |                                                           |

| Genova 10 febbraio 1946 17ª giornata | Genoa            | 0 – 0 | Modena | Stadio Luigi Ferraris\| Arbitro: \| Camiolo (Milano) \| |
| Arbitro:                             | Camiolo (Milano) |       |        |                                                         |

| Vicenza 17 febbraio 1946 18ª giornata | Vicenza          | 0 – 0 | Genoa | Stadio Comunale\| Arbitro: \| Silvano (Torino) \| |
| Arbitro:                              | Silvano (Torino) |       |       |                                                   |

| Arbitro: | Zelocchi (Modena) |

|                     |           |              |
| Sotgiu 42’ Neri 54’ | Marcatori | 14’ Borel II |

| Arbitro: | Codeluppi (Lodi) |

|  |           |            |
|  | Marcatori | 26’ Blason |

| Arbitro: | Camiolo (Milano) |

|                          |           |                     |
| Boffi 23’ Del Medico 27’ | Marcatori | 25’ Sotgiu 69’ Neri |

| Arbitro: | Fornari (Bologna) |

|  |           |              |
|  | Marcatori | 26’ Trevisan |

| Arbitro: | Zilli (Reggio Emilia) |

|            |           |                         |
| Ispiro 68’ | Marcatori | 27’ Fabbri 47’ Candiani |

| Arbitro: | Bellè (Venezia) |

|                       |           |                                       |
| Ispiro 73’ Sotgiu 78’ | Marcatori | 23’ Salvi 59’ Messora 64’ De Filippis |

| Arbitro: | Agnolin (Bassano del Grappa) |

|                 |           |         |
| Ventimiglia 37’ | Marcatori | 5’ Neri |

| Arbitro: | Maglio (Torino) |

|                          |           |  |
| Sotgiu 24’, 52’ Trevisan | Marcatori |  |